# تقييم ديسك

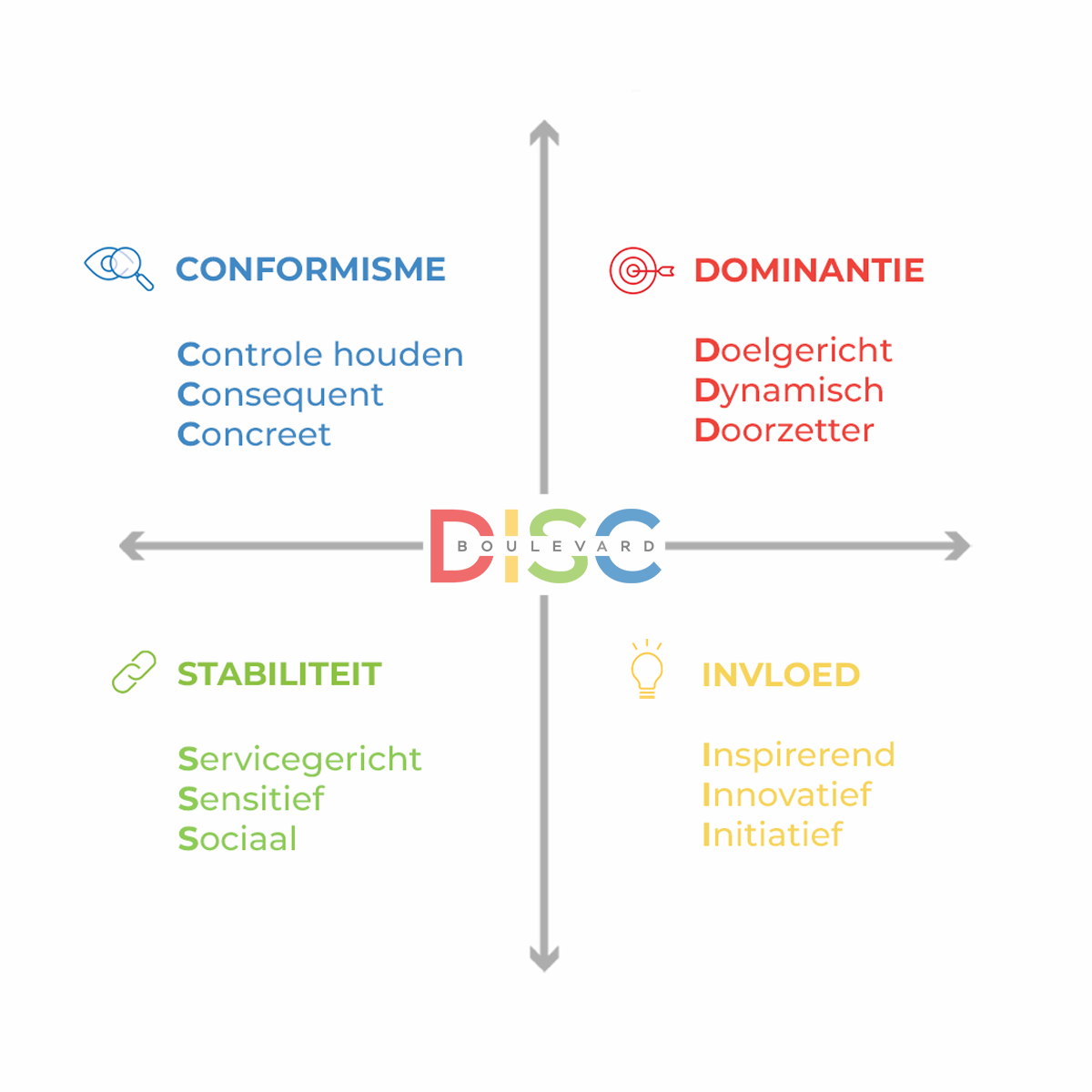
خصائص الأنماط السلوكية لـ DISC في الربع.

تقييم ديسك (بالإنجليزية: DISC assessment)‏ هو أداة لتقييم السلوك، حيثُ تعتمد على نظرية ديسك التي صاغها عالم النفس وليام مولتون مارستون والتي تُركز على أربعة صفات سلوكية مُختلفة وهي: الهيمنة والدافع والخضوع والامتثال. طُورت هذه النظرية فيما بعد، حيثُ أصبحت أداةً لتقييم السلوك بواسطة عالم النفس الصناعي والتر فيرنون كلارك.

## التسمية
كلمة ديسك (DISC) هي اختصار لأربعة كلمات وهي: Dominance (الهيمنة)، Inducement (الدافع)، Submission (الخضوع)، Compliance (الامتثال).

## التاريخ
كان وليام مارستون محاميًا وعالم نفس، كما ساهم في أول اختبار لجهاز كشف الكذب (بولي غراف)، وألفَ كتب الاعتماد على الذات (self-help)، وأيضًا أنشئ شخصية المرأة المعجزة. بدأت مساهماته الرئيسية في علم النفس عندما قام بتَوليد مميزات ديسك للعواصف وسلوك الناس الطبيعيين (في ذلك الوقت، كانت كلمة «طبيعي» تعني «نموذجي» بدلًا من تناقض «غير طبيعي»). بعد إجراء وليام مارستون بحثًا عن العواطف البشرية، نشر نتائجه في كتابه عام 1928 تحت عنوان «عواطف الناس الطبيعيين»، حيثُ شرحَ فيه أنَّ الناس يشرحون عواطفهم باستخدام أربعة أنواعٍ من السلوكيات: الهيمنة، الدافع، الخضوع، الامتثال. جادلَ وليام مارستون بأنَّ هذه الأنواع السلوكية جاءت من إحساس الناس بالذات وتفاعلهم مع البيئة. ضمنَ وليام مارستون بُعدينِ يؤثرانِ على سلوك الناس العاطفي، البعد الأول هو ما إذا كان الشخص ينظر إلى بيئته على أنها ملائمة أو غير ملائمة، والبعد الثاني هو ما إذا كان الشخص يرى نفسه مُسيطرًا أو غير مسيطر على بيئته.
على الرغم من أنَّ وليام مارستون ساهمَ في إنشاء تقييم ديسك، إلا أنهُ لم يكن المُنشئ الأساسي له، ففي عام 1956، قام عالم النفس الصناعي والتر فيرنون كلارك ببناء تقييم ديسك، وذلك باستخدام نظرية وليام مارستون لنموذج ديسك، وقام بذلك عبر نشرِ نشاط تحليل المتجهات، وهو عبارة عن قائمة من الصفات، حيثُ طلب من الأشخاص توضيح الأوصاف الدقيقة حول أنفسهم. أُعد تقييم ديسك للاستخدام في الشركات التي تحتاجُ إلى مساعدة في اختيار الموظفين المؤهلين.
بعد حوالي 10 سنواتٍ، طورت زمالة والتر كلارك نسخةً جديدة من هذه الأداة، وكان يُطلق عليها وصف الذات. بدلًا من استخدام قائمة تحقق، فقد أَجبَر هذا التقيم الخاضعين له على الاختيار بين مصطلحين أو أكثر، كما أضاف تحليلًا للعامل في هذه الأداة. استُخدم وصف الذات بواسطة جون غيير لإنشاءِ نظامِ الملف الشخصي الأصلي في عقد 1970.
استُخدمَ نظام ديسك للمساعدةِ في تحديد مسارِ العمل عند التعامل مع المشاكل كفريقٍ قيادي، أي تؤخذ الجوانب المختلفة لجميع الأنواعِ في الحُسبان عند حل المشكلات أو تعيين المهام.